# Nogometni klub Vinogradar
Il Nogometni klub Vinogradar, conosciuto semplicemente come Vinogradar, è una squadra di calcio di Lokošin Dol, una frazione di Jastrebarsko, una città nella regione di Zagabria (Croazia).

## Storia
Durante gli anni '60, nei dintorni di Jastrebarsko si comincia a giocare a calcio più seriamente ed a formare le prime squadre. Agli inizi degli anni '70 si inizia ad organizzare tornei locali fra i paesini della zona; dopo uno di questi tornei nasce l'idea di fondare il NK Vinogradar. Questa idea parte da Mladen Božičević e supportata da Francis Fabijanić e Željko Jambrovi. Il primo incontro si tiene nella primavera del 1973 presso la sede dei vigili del fuoco di Zdihovo, un paesino nei pressi di Jastrebarsko
Il Vinogradar, per la maggior parte della sua esistenza, milita nei campionati locali, eccetto due stagioni (1992 e 1993) quando non è attivo a causa della guerra d'indipendenza croata. Nel 1997, Ivan Rubinić, proprietario di una compagnia edile di successo, inizia a finanziare il club. Con Rubinić, il Vinogradar sale dalle serie minori fino alla Druga HNL, in cui disputa buoni campionati dal 2007 al 2013. In queste 6 stagioni finisce quasi sempre nella metà alta della classifica. Nel 2003, lo stesso anno in cui vince anche il campionato di quarta divisione, vince la Kup Nogometnog saveza Zagrebačke županije, la coppa della federazione della regione di Zagabria.
Il 21 giugno 2013 l'assemblea del club decide di ritirarsi dalla seconda divisione a causa della cessazione della sponsorizzazione della DIR, l'azienda di Ivan Rubinić. Di conseguenza, il Vinogradar deve retrocedere nei campionati regionali.
Comunque la squadra inanella due promozioni consecutive che la portano in Treća HNL. Vince il girone Ovest nel 2017 e nel 2018, ma a causa di controversie finanziarie con la città di Jastrebarsko, non ottiene la licenza per la Druga liga. Vince il campionato anche nel 2019, ma di nuovo non ottiene la licenza.

## Strutture

### Stadio
Il NK Vinogradar disputa le partite casalinghe allo Igralište Mladina (parco giochi Mladina), un impianto da 2000 posti sito presso l'omonimo complesso sportivo.

## Palmarès
- Treća HNL: 5

2007 (Centro), 2017, 2018, 2019 (Ovest), 2020 (Centro)